# Tomás (conde)
Tomás foi um oficial bizantino do século VI, ativo durante o reinado do imperador Justiniano (r. 527–565). É mencionado em 18 de março de 536, quando foi nomeado como governador (conde) da recém-fundada província de Armênia Tércia, que teve como sede a metrópole de Melitene. Sabe-se que antes desta data já havia exercido ofício na Armênia, mas as fontes não mencionam qual. Por vezes é associado ao general homônimo que esteve ativo em Lázica.